# 名利游戏
《名利游戏》是上海木焱网络科技有限公司創作的一款真人電影遊戲，它有現實主義成人向的劇情，游戲時長約8小時。2024年2月20日，WaveGame發行Steam版，可在Windows系統運行，游戲支持繁簡中文、日文、韓文、英语及俄语。

## 劇情
架空世界的2004年，玩家將扮演一位年輕的電影導演陸遠，爲了事業發展深陷名利場的漩渦。爲了生存和發展他不可避免地要在情感與利益，背叛與被背叛中做出一次次抉擇。

## 角色列表
| 剧中人物     | 出镜演员 | 配音演员 | 角色介紹                                                       |
| ------------ | -------- | -------- | -------------------------------------------------------------- |
| 陸遠         | 胡文喆   | 孫睿揚   | 青年導演，因女友背叛和摯友遇害走上復仇之路。                   |
| 關海月       | 向薇靜   | 段藝璇   | 陸遠妻子，東明集團業務經理，聰明賢惠，在低谷中與陸遠相互扶持。 |
| 高婷玉       | 劉昕念   | 露西     | 當紅明星，憑藉美色成為東明集團董事長夫人，與陸遠各取所需。     |
| 何小夢       | 劉夢茹   | 周侗     | 陸遠前女友，電影學院校花，為他放棄工作，但在聚會中出軌。       |
| 禾木         | 章凱玥   | 王瀟倩   | 青年導演，正派有才華，因陸遠復仇計劃被捲入名利遊戲。           |
| 史桂芬(Nina) | 黃梓凌   | 高啓帆   | 東明集團董事長千金，任性愛玩的情場浪子。                       |
| 張芃         | 張沙沙   | 康瀟文   | 陸遠摯友兼製片人，熱心腸，暗戀陸遠，為保護陸遠慘死。           |
| 廖思揚       | 陳沛蘇   | 胡正健   | 陸遠死敵，灌醉何小夢並將其帶到酒店姦污，設計陷害陸遠。         |